# Het monster-ei
Tom Poes en het monster-ei of kortweg Het monster-ei is het elfde verhaal van de Bommelsaga, geschreven en getekend door Marten Toonder. Het verhaal verscheen voor het eerst op 16 april 1942 en liep tot 19 mei 1942.
Het verhaal draait om de geboorte van de draak Kaspar. In dit verhaal maakte Wammes Waggel zijn debuut.

## Samenvatting
Heer Bommel rust na het avontuur met de zieke hertog uit op zijn kasteel Bommelstein, zodat Tom Poes alleen op zoek naar avontuur gaat. Tom Poes ontdekt in het Donkere Bomen Bos een meer met een roeiboot, en maakt kennis met Wammes Waggel, die de veerman is. Samen varen ze naar een eiland in het meer, waar ze een reuzen-ei vinden. Tom Poes blijft bij Wammes Waggel logeren om het uitkomen van het ei af te wachten.
Er komt een reptiel uit het ei, en Wammes noemt hem Kaspar, naar zijn grootvader. Kaspar groeit snel en samen gaan ze op weg naar Rommeldam om uit te zoeken wat voor dier het eigenlijk is. Onderweg worden ze belaagd door een vreemdeling, die Kaspar wil afpakken. Maar Kaspar is veel sterker, dus hij faalt. In heer Bommels bibliotheek tracht Tom Poes iets meer over Kaspar te weten te komen, maar zonder resultaat.
Ze besluiten om met de Oude Schicht bij de toverfee Anne-Miebetje raad te gaan vragen. Zo komen ze te weten dat het om een vuurspuwende draak gaat, een infernosaurus. 
Heer Bommel en Tom Poes gaan met de Oude Schicht op weg naar het eiland. Onderweg komen ze de vreemdeling tegen die nu is vergezeld van een wilde olifant met een wildeman-begeleider bovenop. De olifant neemt heer Bommel in zijn slurf. De aanstormende draak Kaspar is echter zo gegroeid, dat hij de tegenstanders eenvoudig kan verslaan. Hij spuwt vuur en de olifant en zijn begeleiders kiezen het hazenpad. Tom Poes waarschuwt dat het avontuur nog niet is afgelopen.

## Voetnoot/Bronnen
1. ↑  Tom Poes en het monster-ei | De Bommel schatkamer. www.heerbommel.info. Geraadpleegd op 27 september 2023.
2. ↑  Plaatje 281 meldt bovendien dat hij op zoek zou zijn naar een koper voor het kasteel.
3. ↑  In zijn eerste optreden in de Bommelsaga fungeerde Wammes als veerman.
4. ↑  in de versie die later in Revue stond is dit een wildeman.
5. ↑  Zie In de tovertuin.